# A939 road
Die A939 road ist eine A-Straße in der schottischen Council Areas Highland, Moray und Aberdeenshire.

## Verlauf
Die Straße beginnt als Abzweigung von der A96 (Aberdeen–Inverness) im Osten von Nairn. Sie verläuft in südöstlicher Richtung durch die dünnbesiedelten Landstriche der Region. Bei Littlemill quert die A939 den Muckle Burn. Fünf Kilometer südöstlich erreicht die Straße Loch Belivat und quert dann den Findhorn. Sie erreicht den Weiler Ferness, wo die B9007 kreuzt. Auf Höhe des Sees Lochindorb, nahe der Querung des Dorback Burn, mündet die A940 (Forres–Dava) ein. Im Bereich der Einmündung bildet die A939 die Grenze zwischen Highland und Moray.
Wenige Kilometer südlich führt die A939 in die Cairngorms und durchquert das einsame Dava Moor. Etwa zwei Kilometer nördlich von Grantown-on-Spey unterquert die Straße eine Brücke der ehemaligen Highland Main Line, die seit dem Bau der kürzeren Strecke zwischen Inverness und Aviemore nur mehr nachrangige Bedeutung hatte und 1965 der Beeching Axe zum Opfer fiel. Eines der Zugangstore und der ehemalige Privathaltepunkt für das östlich der A939 liegende Castle Grant, früher im Besitz von Lord Strathspey, dem Chief des Clan Grant, bilden mit der Brücke ein gemeinsames Bauwerk. Die gesamte Anlage steht unter Denkmalschutz. In Grantown-on-Spey stellt die A939 die Hauptstraße dar und quert den Ort. Jenseits der Stadt quert sie den Spey und wird für rund 1,5 km zusammen mit der A95 (Portsoy–Banff) geführt. Im weiteren Verlauf quert die A939 den Burn of Lochy und den Avon. Jenseits von Tomintoul folgt die Straße dem Lauf des Conglass Water und steigt beim Lecht Ski Centre bis auf knapp 650 Meter Höhe an. In diesem Bereich ist die Straße im Winter oft aufgrund von Schneeverwehungen gesperrt, beim Ski Centre wechselt sie von Moray nach Aberdeenshire.
Jenseits der Passhöhe verliert die A939 wieder rasch an Höhe und erreicht in der Nähe von Corgarff Castle das Tal des River Don, der innerhalb rund einen Kilometers zweimal gequert wird. Jenseits von Corgarff mündet die A944 (Aberdeen–Corgarff) ein. Mit der Einmündung knickt der Verlauf nach Süden ab, sodass ein drittes Mal der Don überquert wird. Die B976 mündet unmittelbar jenseits der Querung des Gairn ein. Die A939 endet nach einer Gesamtlänge von 96,6 km an der A93 (Perth–Aberdeen) nahe der Ortschaft Bridge of Gairn.